# 鄢家乡
鄢家乡，是中华人民共和国四川省南充市高坪区曾经下辖的一个乡。2019年10月，撤销鄢家乡，将其所属行政区域划归胜观镇管辖。

## 行政区划
鄢家乡撤销前下辖以下地区：
广福寺村、石坝子村、金锁桥村、高木桥村、灯台山村、四方坡村和土巴寨村。